# 非自願的不死冒險者
《非自願的不死冒險者》是由日本作家丘野優所著的輕小說，由2016年9月起在成為小說家吧上連載；由2017年10月起經OVERLAP出版實體書，擔綱插畫。改編漫畫由2017年11月起在Comic Gardo連載，由作畫。截至2022年4月，系列累積發行逾140萬冊。改編電視動畫將於2024年1月8日首播。2024年12月宣布製作第2季。

## 故事簡介
有著成為最高等級「神銀(密銀)」級冒險者夢想的雷特，雖然努力奮鬥，但成為冒險者後過去十年卻仍只在銅級徘徊。就在某日於迷宮中進行著日復一日的收集素材的工作時，雷特意外的踏入了迷宮的未探索區域，並在那裡遭遇到巨龍而慘遭吞噬而亡。
本以為自己的人生就此終結的雷特醒來，卻發現自己成了最弱小的魔物「骨人」，害怕被其他冒險者剷除的雷特，只能利用身為魔物的優勢：打倒其他魔物來提升自身的「存在進化」現象，而察覺到自己停滯多年的實力又開始進步時，雷特也決心要完成自己的夢想，成為「神銀」級冒險者。
這是一個死後化身為不死系魔物，但仍朝著夢想前進的冒險者雷特的故事，就此展開了序幕。

## 登場人物
角色名稱以青文出版社出版的繁體中文版為準

### 主要角色
雷特·費納（聲：鈴木崚汰）
本作主角。二十五歲，居住在亞蘭王國的邊境小城市馬爾特，以神銀級為目標的萬年銅級低階冒險者，在冒險者公會幫忙各種各樣的雜務。在探索地下城時不幸被古龍吞食而死，之後變成不死族的骷髏。立志通過魔物的「存在進化」有朝一日變回人類。能使用氣力、魔力、聖氣三種力量。後獲得蘿拉所贈予的「吸血鬼之血」而進化為下級吸血鬼。
羅琳·維維耶（聲：小松未可子）
本作第一女主角。二十四歲，銀級冒險者。帝國出身，從小被稱為神童，十二歲獲得「博士」頭銜，十四歲時獲得「大博士」稱號的才女。正職是學者，冒險者只是副業。神經大條、不太會去在乎細節，過著墮落且懶散的生活，但對凡事都抱有研究癖。是雷特認識十年的紅粉知己。同時也是魔物研究的專家，為變成不死魔物的雷特提供協助。
希拉·伊伯斯（聲：長谷川育美）
冒險者公會的櫃檯職員。離鄉背井到王都接受亞蘭王國冒險者公會的錄用考試，成功就職後配屬到馬爾特。和雷特有相當久的交情，作為公會職員第一個接觸的冒險者就是他，在與雷特的交往中得以逐漸獨當一面。很擔心進入迷宮長時間沒回來的雷特。
得知雷特成為不死魔物後，與之簽訂魔法契約保證不會把雷特的祕密說出為其隱瞞身分。在隨後的冒險者綁架事件中，協助受到公會懷疑的雷特挑選適合公會委託，以幫助雷特在此期間排除嫌疑。
莉娜·盧貝齊（聲：鈴代紗弓）
本作女主角之一。真名為莉娜·羅格，羅格騎士爵家的千金。因故離家跑來當冒險者，獲得鐵級資格，在地下城中被變成不死者的雷特所救。性格認真，重視承諾，為報恩而協助雷特購買衣物與面具，讓他能做好偽裝回到城市內。
艾德爾（聲：高岡千紘）
原本是生活在孤兒院地下室的老鼠，因咬到雷特飲了他的血而成為其眷屬。
艾莉潔（聲：首藤志奈）
原本是孤兒院長大的少女，因為擁有優秀的魔法天賦而被羅琳收為弟子。

### 亞蘭王國
伊德雷斯·羅格
亞蘭王國的騎士，莉娜的哥哥。由於缺乏方向感而經常迷路。

#### 馬爾特
洛里斯·卡列羅（聲：藤井隼）
餐館「紅龍亭」的老闆，因為在地下城被雷德所救而免費為雷德提供膳食。
伊莎蓓兒·卡列羅（聲：千本木彩花）
洛里斯的妻子，餐館「紅龍亭」的老闆娘，與丈夫一同經營餐館「紅龍亭」。
克羅普（聲：松田健一郎）
武器店「三尖魚叉」的店長兼鐵匠，為雷德鍛造武器。
露卡（聲：大原沙耶香）
克羅普的妻子，武器店「三尖魚叉」的店員，與丈夫一同經營武器店「三尖魚叉」。

#### 拉圖爾家
蘿拉·拉圖爾（聲：楠木燈）
拉圖爾家現任當家，喜歡搜集各式各樣的魔道具。由於身患重病，需要定期服食生長在「塔拉斯庫沼澤」中的龍血花。
伊薩克·霍特（聲：土岐隼一）
吸血鬼族，拉圖爾家的管家。實力強悍，擁有能獨自出入「塔拉斯庫沼澤」的實力。

#### 冒險者
萊茲·戴納（聲：中村源太）
雷特重考銅級冒險者時的小組成員。職業為「劍士」。
洛菈·莎提（聲：山根綺）
雷特重考銅級冒險者時的小組成員。職業為「魔術師」，在小隊中同時兼任補師。

## 出版書籍

### 輕小說
| 卷數 | OVERLAP        | OVERLAP                | 青文出版社     | 青文出版社                                              |
| 卷數 | 發售日期       | ISBN                   | 發售日期       | ISBN                                                    |
| ---- | -------------- | ---------------------- | -------------- | ------------------------------------------------------- |
| 1    | 2017年10月25日 | ISBN 978-4-8655-4240-0 | 2018年6月6日   | ISBN 978-986-356-506-2 ISBN 471-801-602-997-2（限定版） |
| 2    | 2017年12月25日 | ISBN 978-4-8655-4292-9 | 2018年12月20日 | ISBN 978-986-356-689-2 ISBN 471-801-603-480-8（限定版） |
| 3    | 2018年3月25日  | ISBN 978-4-8655-4352-0 | 2019年4月11日  | ISBN 978-986-356-852-0 ISBN 471-801-603-601-7（限定版） |
| 4    | 2018年11月25日 | ISBN 978-4-8655-4418-3 | 2019年6月17日  | ISBN 978-986-356-895-7 ISBN 471-801-603-611-6（限定版） |
| 5    | 2019年5月25日  | ISBN 978-4-8655-4499-2 | 2020年2月3日   | ISBN 978-986-512-150-1 ISBN 471-801-603-726-7（特別版） |
| 6    | 2019年11月25日 | ISBN 978-4-8655-4575-3 | 2020年8月13日  | ISBN 978-986-512-477-9 ISBN 471-801-603-811-0（限定版） |
| 7    | 2020年5月25日  | ISBN 978-4-8655-4665-1 | 2020年12月21日 | ISBN 978-986-512-672-8 ISBN 978-986-512-689-6（限定版） |
| 8    | 2020年11月25日 | ISBN 978-4-8655-4787-0 | 2021年11月15日 | ISBN 978-626-303-571-3 ISBN 978-626-303-572-0（限定版） |
| 9    | 2021年6月25日  | ISBN 978-4-8655-4941-6 | 2023年1月12日  | ISBN 978-626-340-031-3 ISBN 978-626-340-032-0（限定版） |
| 10   | 2022年4月25日  | ISBN 978-4-8240-0166-5 | 2023年5月2日   | ISBN 978-626-340-599-8 ISBN 978-626-340-600-1（限定版） |
| 11   | 2022年10月25日 | ISBN 978-4-8240-0314-0 | 2024年2月19日  | ISBN 978-626-362-303-3 ISBN 978-626-362-304-0（限定版） |
| 12   | 2023年5月25日  | ISBN 978-4-8240-0503-8 | 2025年1月16日  | ISBN 978-626-422-033-0                                  |
| 13   | 2023年12月25日 | ISBN 978-4-8240-0687-5 | 2025年5月25日  | ISBN 978-626-422-545-8                                  |
| 14   | 2024年12月25日 | ISBN 978-4-8240-0766-7 |                |                                                         |

### 漫畫
| 卷數 | OVERLAP        | OVERLAP                | 東立出版社     | 東立出版社             |
| 卷數 | 發售日期       | ISBN                   | 發售日期       | ISBN                   |
| ---- | -------------- | ---------------------- | -------------- | ---------------------- |
| 1    | 2018年5月25日  | ISBN 978-4-86554-355-1 | 2019年12月26日 | ISBN 978-957-26-3363-2 |
| 2    | 2018年5月25日  | ISBN 978-4-86554-420-6 | 2021年6月21日  | ISBN 978-957-26-3364-9 |
| 3    | 2019年5月25日  | ISBN 978-4-86554-503-6 | 2022年3月4日   | ISBN 978-957-26-3365-6 |
| 4    | 2019年11月25日 | ISBN 978-4-86554-578-4 |                |                        |
| 5    | 2020年5月25日  | ISBN 978-4-86554-672-9 |                |                        |
| 6    | 2020年11月25日 | ISBN 978-4-86554-796-2 |                |                        |
| 7    | 2021年6月25日  | ISBN 978-4-86554-951-5 |                |                        |
| 8    | 2021年11月25日 | ISBN 978-4-8240-0056-9 |                |                        |
| 9    | 2022年4月25日  | ISBN 978-4-8240-0175-7 |                |                        |
| 10   | 2022年10月25日 | ISBN 978-4-8240-0322-5 |                |                        |
| 11   | 2023年5月25日  | ISBN 978-4-8240-0513-7 |                |                        |
| 12   | 2023年12月25日 | ISBN 978-4-8240-0698-1 |                |                        |

## 電視動畫
2022年4月17日，宣佈將獲改編為電視動畫。

### 主題曲
第1季
片頭曲IMMORTAL
作词、作曲、编曲、演唱：JUVENILE
片尾曲Keep Your Fire Burning
演唱、作词、作曲：阿部真央，编曲：和田建一郎

### 各話列表
| Episode 01 | 非自願成為不死         | 菅原雪繪 | 福島利規   | 秋田谷典昭 | 佐野隆雄                                                            | 佐野隆雄                   | 2024年 1月5日 |
| Episode 02 | 新手與老鳥             | 菅原雪繪 | 福島利規   | 土田駿     | 萩原正人 原友樹 古川英樹 日影工房                                   | 佐野隆雄                   | 1月11日       |
| Episode 03 | 不死者，入侵城鎮       | 菅原雪繪 | 海風涼     | 富田祐輔   | 原友樹 林隆祥 古川英樹                                              | 佐野隆雄 古川英樹          | 1月18日       |
| Episode 04 | 存在進化               | 菅原雪繪 | 堀內勇冶   | 村上勉     | bigowl RadPlus                                                      | 佐野隆雄 古川英樹          | 1月25日       |
| Episode 05 | 不死冒險者             | 菅原雪繪 | 海風涼     | 葛西良信   | 南伸一郎 Revival                                                    | 佐野隆雄                   | 2月1日        |
| Episode 06 | 銅級測驗               | 重信康   | 澤井幸次   | 秋田谷典昭 | 萩原正人 權容祥                                                     | 佐野隆雄 古川英樹          | 2月8日        |
| Episode 07 | 魔術契約               | 重信康   | 澤井幸次   | 村上勉     | 壹靈社 Studio Pixel                                                 | 佐野隆雄 古川英樹          | 2月15日       |
| Episode 08 | 新的武器与力量         | 菅原雪绘 | 竹之内和久 | 土田骏     | 日影工房                                                            | 原友树 永野美春 古川英树   | 2月22日       |
| Episode 09 | 龙血花                 | 菅原雪绘 | 富田祐輔   | 富田祐輔   | 林隆祥 原友树 古川英树                                              | 佐野隆雄 永野美春          | 2月29日       |
| Episode 10 | 奇妙的男子與奇妙的委託 | 菅原雪绘 | 福岛利规   | 村上勉     | 壹灵社 Studio Pixel                                                 | 佐野隆雄 永野美春 古川英树 | 3月7日        |
| Episode 11 | 庭園迷宮               | 菅原雪绘 | 大畑晃一   | 神保昌登   | 米田紘 廣富麻由 小林雅美 松川哲也 龜山進矢 三輪 HONG NHUNG 佐野隆雄 | -                          | 3月14日       |
| Episode 12 | 雷特・費納             | 菅原雪绘 | 秋田谷典昭 | 秋田谷典昭 | 原友树 萩原正人 林隆祥 权容祥                                       | 佐野隆雄 永野美春 古川英树 | 3月21日       |

### BD／DVD
| 卷數  | 發售日期      | 收錄話數       | 規格編號   | 規格編號   |
| 卷數  | 發售日期      | 收錄話數       | BD         | DVD        |
| 第1季 | 第1季         | 第1季          | 第1季      | 第1季      |
| ----- | ------------- | -------------- | ---------- | ---------- |
| 1     | 2024年5月29日 | 第1話 - 第4話  | MJHX-02046 | MJHD-05035 |
| 2     | 2024年6月26日 | 第5話 - 第8話  | MJHX-02047 | MJHD-05036 |
| 3     | 2024年7月24日 | 第9話 - 第12話 | MJHX-02048 | MJHD-05037 |

## 外部連結
- 成為小說家吧官方網站（日語）
- OVERLAP特設網站（日語）
- 漫畫連載網站（日語）
- 電視動畫官方網站（日語）